# آلمورا
آلمورا (به ترکی استانبولی: Almora) یک گروه موسیقی سمفونیک متال ترک است که در سال ۲۰۰۱ تشکیل شده‌است. موسیقی این گروه ترکیبی از موسیقی هارد راک و هوی متال با المان‌های موسیقی کلاسیک و موسیقی فولکلور ترکی است.

## اعضا

### فعلی
- سونر جانوزر - گیتار (۲۰۰۱-اکنون)
- بوراک جانوزر - گیتار، وکال (۲۰۰۱-اکنون)
- نیهان تاهتاایشلین - وکال، ویولن (۲۰۰۱-اکنون)
- بیلگه کوجاارسلان - فلوت (۲۰۰۱-اکنون)
- آ. وفا اردم - گیتار بیس (۲۰۰۱-اکنون)
- احمد گولتیکن - درام (۲۰۰۵-اکنون)

### قبلی
- سرکان کارابیلیک - درام (۲۰۰۱–۲۰۰۴)
- احمد سوگوتلواوغلو - وکال (۲۰۰۱–۲۰۰۵)

## آلبوم‌ها
- Standing Still & Cyrano EP (2002)
- Gates of Time (2002)
- Kalihora's Song (2003)
- Shehrâzad (2004)
- 1945 (2006)
- Kiyamet Senfonisi (2008)